# Método de ensayo
Un método de prueba o método de ensayo, es un procedimiento definitivo que produce un resultado de prueba. Una prueba puede ser considerada como operación técnica que consiste en la determinación de una o más características de un determinado producto, proceso o servicio de acuerdo con un procedimiento especificado. A menudo una prueba es parte de un experimento.
El resultado de la prueba puede ser cualitativa (sí/no), categórica o cuantitativa (un valor medido). Puede ser una observación personal o la salida de un instrumento de medida de precisión. Normalmente, el resultado de la prueba es la variable dependiendo, la respuesta medida sobre la base de las condiciones particulares de la prueba o el nivel de la variable independiente. Algunas de las pruebas, sin embargo, implica cambiar la variable independiente para determinar el nivel al que se produce una cierta respuesta: en este caso, el resultado del ensayo es la variable independiente.

## Importancia del Método de Ensayo
En el desarrollo de software, la ingeniería, la ciencia, la industria manufacturera, y el negocio, es vital para todas las personas interesadas para entender y ponerse de acuerdo sobre los métodos de obtención de datos y hacer mediciones. Es común que una propiedad física que es fuertemente afectada por el método preciso de ensayo o la medición de dicha propiedad. Es de vital importancia para documentar completamente los experimentos y las mediciones y para proporcionar definiciones necesarias con las especificaciones y contratos.
El uso de un método de prueba estándar, tal vez publicado por una organización de estándares respetados, es un buen lugar para empezar. A veces es más útil para modificar un método de ensayo existentes o para desarrollar una nueva. Una vez más, la documentación y la divulgación completa son muy necesarias.
Un método de ensayo bien escrito es importante. Sin embargo, aún más importante es la elección de un método de medición de la propiedad o característica correcta. No todas las pruebas y las mediciones son de gran utilidad: por lo general un resultado de la prueba se utiliza para predecir o dar a entender la idóneo para un fin determinado. Por ejemplo, si un artículo fabricado tiene varios componentes, métodos de ensayo pueden tener varios niveles de conexiones:
- Los resultados de la prueba de una materia prima debe conectarse con las pruebas de un componente hecho del material.

- Los resultados de las pruebas de un componente debe conectarse con las pruebas de rendimiento de un artículo completo.

- Los resultados de las pruebas de laboratorio el rendimiento se debe conectar con el desempeño en el campo.

Estas conexiones o correlaciones pueden estar basadas en la literatura publicada, los estudios de ingeniería, o de los programas formales como la implementación de la función de calidad. La Validación de la idoneidad del método de prueba que a menudo se requiere.

## Contenido de un método de ensayo
Los sistemas de gestión de la calidad por lo general requieren una documentación completa de los procedimientos utilizados en una prueba. El documento de un método de prueba puede incluir:
- Título descriptivo.
- Ámbito de aplicación sobre la cual puede ser clase de los materiales o artículos evaluados.
- Fecha de la última revisión y la designación efectiva de revisión.
- La referencia a la validación del método de prueba más reciente.
- Persona, oficina o agencia responsable de las cuestiones sobre el método de prueba, actualizaciones, y las desviaciones.
- El significado o la importancia del método de prueba y su uso previsto.
- Terminología y definiciones para aclarar el significado del método de ensayo.
- Un listado de los tipos de instrumentos de medición y aparato (a veces el dispositivo específico) requeridos para realizar la prueba.
- Las medidas de seguridad.
- La calibración requerida y los sistemas de metrología.
- Las preocupaciones ambientales y las consideraciones.
- Los procedimientos de muestreo: Cómo son las muestras que se obtengan, y el número de muestras (tamaño de la muestra).
- Acondicionamiento o cámara requerida del medio ambiente: temperatura, humedad, etc, incluidas las tolerancias.
- Preparación de muestras para los aparatos de ensayo y de prueba.
- Procedimiento detallado para la realización de la prueba.
- Cálculos y análisis de datos.
- Interpretación de los datos de salida y método de ensayo.
- Informe: formato, contenido, datos, etc.

## Prueba de validación del método
Los métodos de prueba son a menudo examinadas para su validez, aplicabilidad y precisión. Es muy importante que el alcance del método de ensayo estar claramente definidos, y cualquier aspecto incluido en el ámbito de aplicación se muestra que es precisa y repetible a través de la validación. Validaciones de los métodos de prueba a menudo abarcan las siguientes consideraciones:
- Exactitud y precisión: La demostración de la precisión puede requerir la creación del valor de referencia, si no está disponible todavía.
- La repetibilidad y la reproducibilidad, a veces se presenta en forma de un medidor de R&R.
- El rango, o una escala continua sobre el cual el método de ensayo se consideran precisos. Ejemplo: 10 N a 100 N, prueba de fuerza.
- La resolución de la medida, ya sea espacial, temporal, o de otra manera.
- Ajuste de curvas, por lo general para la linealidad, lo que justifica la interpolación entre los puntos de referencia calibrados.
- La robustez, de la insensibilidad a las variables potencialmente sutiles en el entorno de prueba o configuración que puede ser difícil de controlar.
- Utilidad para predecir características de uso final y el rendimiento.
- Incertidumbre de la medición.
- Interlaboratorios o pruebas de round robin.
- Otros tipos de análisis de sistemas de medición.

## Normas
- ASTM D4356 Práctica estándar para el establecimiento de tolerancias consistentes Método de prueba
- ASTM E691 Práctica estándar para la realización de un estudio entre laboratorios para determinar la precisión de un método de prueba
- ASTM E1169 Guía estándar para la realización de pruebas de rigurosidad
- ASTM E1488 Guía estándar para procedimientos estadísticos para Uso en Desarrollo y Aplicación de Métodos de prueba
- ASTM E2655 - Guía estándar para comunicación de la incertidumbre de los resultados de la prueba y el uso de la incertidumbre en la medición plazo en los métodos de ensayo ASTM

- Datos: Q2115530